# Verena Singeisen
Verena Singeisen-Schneider (geboren am 3. Dezember 1945; heimatberechtigt in Arni) ist eine Schweizer Politikerin (GFL) und Umweltpädagogin. Sie war von 1994 bis 1995 Nationalrätin des Kantons Bern.

## Leben
Verena Singeisen ist ein Gründungsmitglied der GFL. Von 1986 bis 1992 war sie für die Partei Mitglied des Grossen Rats des Kantons Bern. 1994 rückte sie für den zurückgetretenen Rudolf Hafner in den Nationalrat nach. Bei den Wahlen 1995, als die GFL drei ihrer vier Sitze verlor, schaffte sie die Wiederwahl nicht.
Singeisen hat an der Universität Zürich Biologie und Paläontologie studiert und an der Universität Freiburg promoviert. Beruflich war sie als Leiterin der Fachstelle Ökologie der Reformierten Kirche Bern-Jura im Gwatt-Zentrum Thun tätig. Später betrieb sie die «ProjektStatt Burgdorf». Dabei handelte es sich um eine Ideenwerkstatt, die Informationen sammelte und Kurse anbot. 2000 erhielt sie dafür den Sonja-Bernadotte-Preis für Wege zur Naturerziehung der Deutschen Gartenbau-Gesellschaft 1822. Ihre umweltbildnerischen Ideen flossen auch in den Berner Lehrplan des Schulfaches «Mensch und Umwelt» ein und in die Lehrerausbildung ein. Singeisen unterrichtete zudem an der Berufs-, Fach- und Fortbildungsschule Bern (BFF) angehende Kleinkindererzieher und Lehrpersonen für Menschen mit einer geistigen Behinderung. Ab 2000 unterrichtete sie zudem am Pädagogischen Institut Basel.
Singeisen hat zwei Kinder. Sie engagiert sich im Vorstand des Vereins Klimaseniorinnen Schweiz. Sie lebt in Burgdorf.